# Rifiano

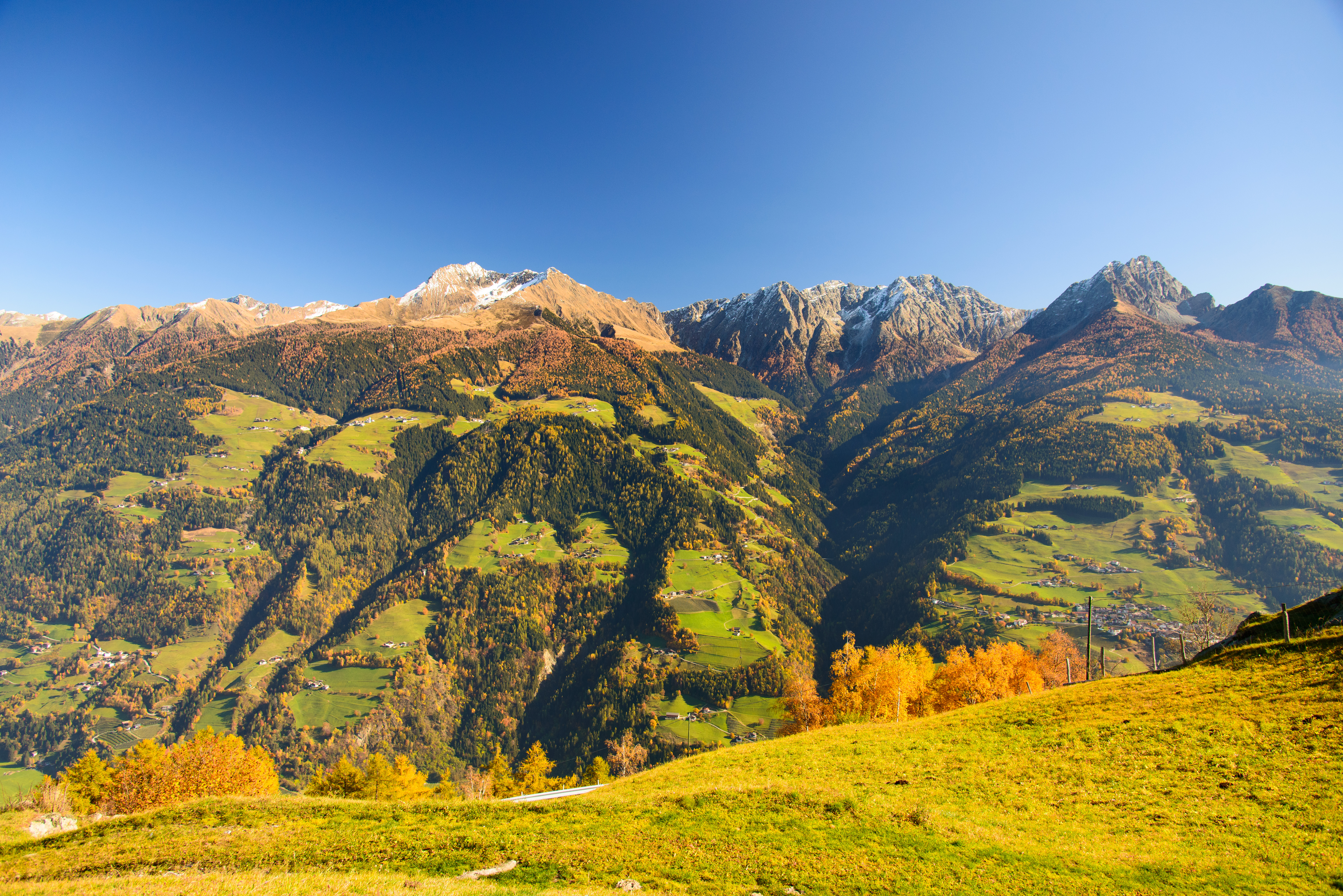
Vista panoramica da Vernurio

Rifiano (Riffian in tedesco) è un comune italiano di 1 373 abitanti della provincia autonoma di Bolzano in Trentino-Alto Adige. Si trova nel comprensorio del Burgraviato, a nord di Merano, ed è sito in Val Passiria.
Qui passa la ciclabile della Val Passiria che conduce i ciclisti da San Leonardo in Passiria (689 m s.l.m.) a Merano (325 m s.l.m.); da lì è possibile proseguire fino a Bolzano o alternativamente fino al passo di Resia lungo la ciclabile della Val Venosta.

## Origini del nome
Il toponimo è attestato come Rufian nel 1116-1125, che probabilmente deriva dal nome latino di persona Rufo o Rufio e come Ruffianis nel 1158 e come Rüffian nel 1357 e deriva dal nome di persona latino Rufus o Rufius, col significato quindi di "terreno di Rufo".
Il toponimo è una chiara derivazione dal gentilizio latino rufious o rufus, molto diffuso nell'Italia settentrionale, e le attestazioni storiche della località, dal 1116 in avanti, sono “Rufian”, successivamente “Ruffian”, “Ruphiano”, “Rufiano”, “Rueffiani” e “Riffian”.

## Storia
I primi insediamenti umani risalgono con tutta probabilità all'età antica, ma la storia documentata inizia nel medioevo.
Durante questo periodo segue le vicende della contigua Merano e della val Passiria, e Rifiano apparteneva infatti anch'essa al Burgraviato, come del resto molti dei comuni vicini, per cui le vicende politiche, religiose e giuridiche hanno seguito molto spesso gli stessi percorsi.
Rifiano nel Medioevo ha guadagnato importanza come santuario mariano, e oggi vive di turismo, soprattutto a causa del suo clima mite e la sua vicinanza alla città termale di Merano.
Il borgo apparteneva alla fine della prima guerra mondiale al tribunale circondariale di Merano e faceva parte del distretto della città meranese.
Curiosamente, presso il municipio di Rifiano hanno sede anche gli uffici comunali di Caines.

### Simboli
Lo stemma raffigura un campanile, con la finestra campanaria e la cupola a bulbo, su sfondo azzurro; è quello della chiesa locale simbolo del villaggio. Lo stemma è stato adottato nel 1968.

## Monumenti e luoghi d'interesse
- Santuario della Madonna Addolorata.[13]

## Società

### Ripartizione linguistica
La sua popolazione è nella quasi sua totalità di madrelingua tedesca:
| %      | Ripartizione linguistica (gruppi principali) |
| ------ | -------------------------------------------- |
| 96,28% | madrelingua tedesca                          |
| 3,03%  | madrelingua italiana                         |
| 0,70%  | madrelingua ladina                           |

### Evoluzione demografica
Abitanti censiti

## Amministrazione
| Periodo | Periodo   | Primo cittadino      | Partito | Carica  | Note |
| ------- | --------- | -------------------- | ------- | ------- | ---- |
| 2005    | 2015      | Karl Werner          | SVP     | Sindaco |      |
| 2015    | in carica | Franz Michael Pixner | SVP     | Sindaco |      |